# Gouvernement Anders Fogh Rasmussen II
 (août 2023).
Si vous disposez d'ouvrages ou d'articles de référence ou si vous connaissez des sites web de qualité traitant du thème abordé ici, merci de compléter l'article en donnant les références utiles à sa vérifiabilité et en les liant à la section « Notes et références ».
Royaume de Danemark
Fogh Rasmussen I Fogh Rasmussen III
Le gouvernement Anders Fogh Rasmussen II (Regeringen Anders Fogh Rasmussen II, en danois) est le gouvernement du royaume de Danemark entre le 18 février 2005 et le 23 novembre 2007, durant la soixante-cinquième législature du Folketing.

## Coalition et historique
Dirigé par le Premier ministre libéral sortant Anders Fogh Rasmussen, il est formé d'une coalition de centre droit entre le Parti libéral (V) et le Parti populaire conservateur (KF), qui disposent ensemble de 70 députés sur 179 au Folketing, soit 39,1 % des sièges. Il bénéficie du soutien du Parti populaire danois (DF), qui détient 24 sièges. La majorité gouvernementale dispose donc de 94 députés sur 179 au Folketing, soit 52,5 % des sièges.
Il a été formé à la suite des élections législatives anticipées du 8 février 2005 et succède au gouvernement Anders Fogh Rasmussen I, formé et soutenu par les mêmes partis. Après les élections législatives anticipées du 13 novembre 2007, le recul des libéraux oblige la majorité parlementaire à s'élargir à un député des Îles Féroé, ce qui permet la constitution du gouvernement Anders Fogh Rasmussen III.

## Composition

### Initiale
- Les nouveaux ministres sont indiqués en gras, ceux ayant changé d'attributions en italique.

| Fonction                                                         | Titulaire | Titulaire                                             | Parti |
| ---------------------------------------------------------------- | --------- | ----------------------------------------------------- | ----- |
| Premier ministre                                                 |           | Anders Fogh Rasmussen                                 | V     |
| Ministre des Affaires étrangères                                 |           | Per Stig Møller                                       | KF    |
| Ministre des Finances                                            |           | Thor Pedersen                                         | V     |
| Ministre de l'Intérieur et de la Santé                           |           | Lars Løkke Rasmussen                                  | V     |
| Ministre de la Justice                                           |           | Lene Espersen                                         | KF    |
| Ministre de la Défense                                           |           | Søren Gade                                            | V     |
| Ministre de la Culture                                           |           | Brian Mikkelsen                                       | KF    |
| Ministre de la Fiscalité                                         |           | Kristian Jensen                                       | V     |
| Ministre de l'Économie et du Commerce                            |           | Bendt Bendtsen                                        | KF    |
| Ministre des Transports et de l'Énergie                          |           | Flemming Hansen                                       | KF    |
| Ministre de la Famille et de la Consommation                     |           | Lars Barfoed (jusqu'au 14/12/2006) Carina Christensen | KF    |
| Ministre de l'Alimentation, de l'Agriculture et de la Pêche      |           | Hans Christian Schmidt                                | V     |
| Ministre de l'Emploi                                             |           | Claus Hjort Frederiksen                               | V     |
| Ministre de la Science, de la Technologie et du Développement    |           | Helge Sander                                          | V     |
| Ministre de l'Éducation Ministre des Affaires ecclésiastiques    |           | Bertel Haarder                                        | V     |
| Ministre des Affaires sociales Ministre de l'Égalité des chances |           | Eva Kjer Hansen                                       | V     |
| Ministre de la Coopération pour le développement                 |           | Ulla Tørnæs                                           | V     |
| Ministre des Réfugiés, des Immigrants et de l'Intégration        |           | Rikke Hvilshøj                                        | V     |
| Ministre de l'Environnement Ministre de la Coopération nordique  |           | Connie Hedegaard                                      | KF    |

### Remaniement du12 septembre 2007
- Les nouveaux ministres sont indiqués en gras, ceux ayant changé d'attributions en italique.

| Fonction                                                         | Titulaire | Titulaire               | Parti |
| ---------------------------------------------------------------- | --------- | ----------------------- | ----- |
| Premier ministre                                                 |           | Anders Fogh Rasmussen   | V     |
| Ministre des Affaires étrangères                                 |           | Per Stig Møller         | KF    |
| Ministre des Finances                                            |           | Thor Pedersen           | V     |
| Ministre de l'Intérieur et de la Santé                           |           | Lars Løkke Rasmussen    | V     |
| Ministre de la Justice                                           |           | Lene Espersen           | KF    |
| Ministre de la Défense                                           |           | Søren Gade              | V     |
| Ministre de la Culture                                           |           | Brian Mikkelsen         | KF    |
| Ministre de la Fiscalité                                         |           | Kristian Jensen         | V     |
| Ministre de l'Économie et du Commerce                            |           | Bendt Bendtsen          | KF    |
| Ministre des Transports et de l'Énergie                          |           | Jakob Axel Nielsen      | KF    |
| Ministre de la Famille et de la Consommation                     |           | Carina Christensen      | KF    |
| Ministre de l'Alimentation, de l'Agriculture et de la Pêche      |           | Eva Kjer Hansen         | V     |
| Ministre de l'Emploi                                             |           | Claus Hjort Frederiksen | V     |
| Ministre de la Science, de la Technologie et du Développement    |           | Helge Sander            | V     |
| Ministre de l'Éducation Ministre des Affaires ecclésiastiques    |           | Bertel Haarder          | V     |
| Ministre des Affaires sociales Ministre de l'Égalité des chances |           | Karen Jespersen         | V     |
| Ministre de la Coopération pour le développement                 |           | Ulla Tørnæs             | V     |
| Ministre des Réfugiés, des Immigrants et de l'Intégration        |           | Rikke Hvilshøj          | V     |
| Ministre de l'Environnement Ministre de la Coopération nordique  |           | Connie Hedegaard        | KF    |

## Féminisation du gouvernement
Lors de sa formation, le gouvernement contient six femmes ministres, sur un total de vingt portefeuilles ministériels.